# يونيس تشو
يونيس تشو (بالإنجليزية: Eunice Cho)‏ هي ممثلة أمريكية، ولدت في 15 ديسمبر 1991 في نيوجيرسي في الولايات المتحدة.

## وصلات خارجية
- يونيس تشو على موقع IMDb (الإنجليزية)
- يونيس تشو على موقع أول موفي (الإنجليزية)
- يونيس تشو على موقع قاعدة بيانات الأفلام السويدية (السويدية)
- يونيس تشو على موقع قاعدة بيانات الفيلم (الإنجليزية)